# 劉櫂豪
劉櫂豪（1967年2月2日—），中華民國政治人物，生於臺東縣臺東市。現為無黨籍，曾為民主進步黨籍。現任小英教育基金會副執行長，曾任臺東縣副縣長、立法委員、法官、民進黨政策會執行長、臺東縣黨部主任委員。
2023年11月10日，2024立委選舉黨內初選落敗未獲提名後，退出民進黨獨立參選立委落敗。

## 生平
祖父劉洋為中華會館臺東分社發起人之一。
自小父親早逝，他與兄長劉櫂漳（曾任台東縣議員、國大代表、中國國民黨籍）、姐姐劉梅英由母親一手拉拔長大。
劉櫂豪畢業於台東高中，並考上國立政治大學法律系，曾為前中華民國總統蔡英文於政大任教時的學生。畢業後通過律師及司法官考試，並先後在高雄地方法院、台東地方法院擔任法官。
2001年，親民黨籍的徐慶元當選台東縣長，邀請劉櫂豪出任副縣長，34歲的劉櫂豪成為台東最年輕的副縣長。
2011年，劉櫂豪代表民進黨候選人當選台東縣立委，後於2016年、2020年成功連任。
2023年，經民進黨初選結果，劉櫂豪未獲提名參選台東縣立委；同年11月，劉宣布退出民進黨並表示將以無黨籍身份參選到底。12月5日，遭民進黨開除其黨籍。

### 臺東縣縣長選舉
2005年，劉櫂豪以無黨籍身分首度參加臺東縣縣長選舉，前台東縣議長吳俊立對壘卻初嘗敗績，但也在徐慶元的支持下，獲得了38.23%的得票率。
2005年，吳俊立當選第十五屆臺東縣縣長，但因貪污而在就職當天遭解職，吳陣營隨即推出其妻鄺麗貞參與縣長補選，並辦理離婚以規避相關選舉法規，時任國民黨主席的馬英九並多次前往台東為其站台，打出「罪不及妻孥」的口號，雖引起輿論嘩然，但由於縣內樁腳多受吳壟斷，最後由曾任中華航空空服員、無行政經歷的家庭主婦鄺麗貞於2006年4月1日以六成三得票率當選縣長，而劉櫂豪只得一萬九千餘票。
2008年11月9日，民進黨第十三屆五次中執會通過第二波2009年縣市長提名人選，劉櫂豪獲徵召參選臺東縣縣長選舉，最終並未當選。
2014年臺東縣縣長選舉，以一萬餘票差距落選，成為該次選舉少數落選的民進黨籍縣市長候選人之一。
2022年8月30日，劉櫂豪登記參選臺東縣縣長選舉，代表民進黨成為縣長候選人，這也是其第六度參選縣長，但再次落敗。
劉櫂豪先後在2005年、2006年補選、2009年、2014年、2018年、2022年六度參選臺東縣縣長，但皆落敗收場。

## 观点

### 質詢黃世銘
2013年九月政爭爆發後，曾任法官的劉櫂豪於25日在立法院司法及法制委員會質詢檢察總長黃世銘時直言，黃世銘在此次事件中的表現對台灣法治教育「有極大貢獻」。劉櫂豪問「檢察官、司法官的養成教育，到底把我們這些司法官培訓成什麼樣的心態？」他說「《憲法》第十二條保障人民秘密通訊的自由」並提出「《憲法》四十四條中，可以支持你去跟馬總統報告嗎？」「《通訊監察保障法》第2條規定，監聽是最後手段，但這次特偵組的做法給臺灣人好好上了一課...監聽過程中發現其他案件時，不需要另外申請一個案號嗎？」等疑問，「總長，我討論的是立法院三讀通過、總統公佈明文的法律，它位階絕對比你規定的還高！」「總長我非常訝異，但是我也欽佩你的誠實，因為你可能這樣長期以來這樣指揮辦案啊。」論點痛批黃世銘與特偵組明顯濫權，黃世銘幾乎無法反駁。短短幾天即有數十萬網友點閱，有網友聽完質詢內容後感動的說「誰理虧很清楚」「身為法律系學生，聽完只有感動」「凸顯法律人的良心」，還有網友諷刺黃世銘「謊言當場被戳破」。
劉櫂豪27日透過臉書表示感謝，「我首先感受到公民社會力量與網路的威力。不是因為我有多好的口才或表達能力，而是我用大家都能聽懂的方式點出了許多人心中的疑問、恐懼、與期待。」「我真的由衷期待一個有公義有憐憫更美好的台灣，也許，我們離這個目標還有很大的距離，但這樣的盼望常常給我力量在複雜的政治圈中前進。」他希望事件落幕後，台灣可以從中建立受人民信賴的司法與政府。

### 反對同性婚姻民法修正案
對於同性婚姻民法修正案，劉櫂豪表示，反對的不是特定的人，而是法案。弱勢應該照顧，但前提不能改變家庭制度，不能撼動家庭的核心價值。他認為「傾向不同、選擇不同」可以理解和包容、尊重少數人的意見，但不能支持，必須在婚姻制度下做比較周延的討論，在最小範圍改動法律的規範。

### 台東國慶煙火
2017年10月，國慶煙火百年來首次移師臺東縣施放。施放前一個月，劉櫂豪向立法院院長蘇嘉全提議，蘇嘉全隨即徵詢臺東縣縣長黃健庭的意見，黃認為這將是個難得的機會，尤其2016年台東飽受風災打擊。國慶煙火施放，有助提振產業。就在臺東縣政府、劉櫂豪等等通力合作下，促成這場盛事。

## 爭議

### 戶籍法修正草案
民進黨立委鍾佳濱提案擬訂戶籍法修法草案，內容包含強制蒐集人民虹膜等爭議，其中劉櫂豪為連署人之一，因而被批評其身為法界出身的立委，卻贊同有違憲侵犯人權的條文修正。 

### 收受爭議政治獻金
立法院經委會審查《礦業法》修正草案，「地球公民基金會」召開記者會揭露收受「水泥及礦石產業」政治獻金的經委會44位立委名單，劉櫂豪名列收台幣100萬元以上的名單內。

## 選舉紀錄
| 年度 | 選舉屆數               | 選舉區       | 所屬政黨   | 得票數 | 得票率 | 當選標記 | 備註 |
| ---- | ---------------------- | ------------ | ---------- | ------ | ------ | -------- | ---- |
| 2005 | 第十五屆臺東縣縣長選舉 | 臺東縣       | 無黨籍     | 40,173 | 38.23% |          |      |
| 2006 | 第十五屆臺東縣縣長補選 | 臺東縣       | 無黨籍     | 19,228 | 28.23% |          |      |
| 2009 | 第十六屆臺東縣縣長選舉 | 臺東縣       | 民主進步黨 | 50,802 | 47.41% |          |      |
| 2012 | 第八屆立法委員選舉     | 臺東縣選舉區 | 民主進步黨 | 31,685 | 41.59% |          |      |
| 2014 | 第十七屆臺東縣縣長選舉 | 臺東縣       | 民主進步黨 | 53,860 | 45.59% |          |      |
| 2016 | 第九屆立法委員選舉     | 臺東縣選舉區 | 民主進步黨 | 42,317 | 64.18% |          |      |
| 2018 | 第十八屆臺東縣縣長選舉 | 臺東縣       | 民主進步黨 | 44,264 | 37.04% |          |      |
| 2020 | 第十屆立法委員選舉     | 臺東縣選舉區 | 民主進步黨 | 41,493 | 53.09% |          |      |
| 2022 | 第十九屆臺東縣縣長選舉 | 臺東縣       | 民主進步黨 | 41,104 | 36.65% |          |      |
| 2024 | 第十一屆立法委員選舉   | 臺東縣選舉區 | 無黨籍     | 18,744 | 25.29% |          |      |

## 外部連結
- 劉櫂豪的Facebook專頁
- 劉櫂豪的Instagram帳戶
- YouTube上的劉櫂豪頻道
- 劉櫂豪競選總部部落格 （页面存档备份，存于）
- 《星期專訪》劉櫂豪︰法治國家 人民有權說悄悄話, 自由時報, 2013-9-30
- 劉櫂豪一句「你不是神」，3天點閱30萬次 電爆檢察總長的犀利話術大拆解 （页面存档备份，存于）, 商業周刊, 2013-10-07